# 里奇兰 (华盛顿州)
里奇蘭（英語：Richland，又稱富國市、丽晶）位於華盛頓州西南部的本頓縣內，亞基馬河和哥倫比亞河的交匯點的一座城市。
根据2010年美国人口普查，该市有人口48,058人。2011年估计该市有49,571人。
跟鄰近的城市帕斯科和肯納威克組成了三城，漢福德區的所在地。

## 歷史
幾百年來，Chemna村佔據了亞基馬河的河口（此地又稱哥倫比亞角）。Wanapum、雅基馬和沃拉沃拉在此地捕鮭魚維生。1808年10月17日，威廉·克拉克在劉易斯與克拉克遠征時造訪此地。

### 形成期
1904到1905年，Ｗ·Ｒ·艾蒙（W.R. Amon）和他的兒子霍華（Howard）購得2300英畝（約9平方公里）的地，並在雅基馬河北岸計畫建造一座城。郵政當局在1905年同意了里奇蘭的建造計畫，紀念州議員及開荒者尼爾森·里奇（Nelson Rich）。 1906年，該鎮在本頓縣法院登記。1910年4月28日，他成為華盛頓第四級城市。

### 二次大戰
二戰時，美國陸軍沿著哥倫比亞河岸買下1660平方公里的地（640英畝，羅德島的一半大）作為曼哈頓計畫中漢福特工業區（Hanford Engineering Works，現在的漢福特核能研究所）員工們所住的社區。里奇蘭的人口從1943年夏天的三百人，增加到1945年8月的兩萬五千人。因為控制著核能，里奇蘭變成了一個封閉的城市。居民被限制出入、信件都被蓋上西雅圖的郵戳而許多地址都是錯誤的。所有的土地與房屋都屬政府所有，居民被指派到不同的房子居住。1954年，哈洛·奧蘭多·蒙森（Harold Orlando Monson）被選為里奇蘭的第一任市長，並到華府為許多軍事城鎮的市民爭取更多的權利（比方說房屋擁有權）。
城市裡大多數的地區都是由美國陸軍工程兵團所規劃，因此許多街道都是以著名工程師命名。比方說史蒂文斯大道（Stevens Drive）是為了紀念巴拿馬運河跟Stevens Pass的工程主管約翰·法蘭克·史蒂文斯（John Frank Stevens）；高索斯大道（Goethals Drive）紀念巴拿馬運河的設計師喬治·W·高索斯（George W. Goethals）；賽耶大道（Thayer Drive）紀念達特茅斯學院賽耶工程研究所（Thayer School of Engineering）的創辦人希爾瓦尼·賽耶（Sylvanus Thayer）。正因有著如此奇特的歷史，這個地區在2005年被列入國家史蹟名錄。
二戰結束後，位於里奇蘭北方十五英哩（二十四公里）的漢福特工業區的員工宿舍關閉了，許多員工因此搬到了里奇蘭，避免了可能發生的人口銳減。

### 冷戰時期
有鑑於蘇聯的侵略性，里奇蘭的鈽產量在1947年開始增加。蘇聯在1949年測試他們的核子武器，這激勵了美國的核能工業，1950年韓戰後核能工業又再一次的擴展。里奇蘭在冷戰時期的建設讓人口增加到1952年的兩萬七千人。
政府在1957年放棄了土地主權並公開出售。1958年，里奇蘭與周邊都市結合成為一個自治、開放的第一級都市，許多未開發的周邊地區被納入都市財產。核能工業在此時期的轉變很少，主要是因為跟蘇聯的對抗。
1987年，最後一個反應爐關閉後，里奇蘭開始朝向環保科技發展。

## 地理
里奇蘭的座標位於46°16′47″N 119°16′53″W / 46.27972°N 119.28139°W。
根據美國人口調查局，里奇蘭的總面積為37.8平方英里（97.8平方公里），水域占2.9平方英里（7.6平方公里），水域率7.79%。機場位於海拔120公尺（394英尺）。

### 氣候
里奇蘭的年降水量約180公釐，屬於冷沙漠氣候，造就了灌木乾草原的景觀。夏季炎熱，少有雷雨。冬季溫暖，少有降雪，積雪困難。
| 里奇蘭              | 里奇蘭    | 里奇蘭    | 里奇蘭    | 里奇蘭    | 里奇蘭    | 里奇蘭    | 里奇蘭     | 里奇蘭     | 里奇蘭     | 里奇蘭    | 里奇蘭    | 里奇蘭    | 里奇蘭    |
| 月份                | 1月       | 2月       | 3月       | 4月       | 5月       | 6月       | 7月        | 8月        | 9月        | 10月      | 11月      | 12月      | 全年      |
| ------------------- | --------- | --------- | --------- | --------- | --------- | --------- | ---------- | ---------- | ---------- | --------- | --------- | --------- | --------- |
| 历史最高温 °F（°C） | 71 (22)   | 73 (23)   | 82 (28)   | 92 (33)   | 104 (40)  | 112 (44)  | 110 (43)   | 113 (45)   | 106 (41)   | 89 (32)   | 77 (25)   | 66 (19)   | 113 (45)  |
| 平均高温 °F（°C）   | 41 (5)    | 48 (9)    | 58 (14)   | 65 (18)   | 73 (23)   | 80 (27)   | 88 (31)    | 88 (31)    | 78 (26)    | 64 (18)   | 49 (9)    | 38 (3)    | 64 (18)   |
| 平均低温 °F（°C）   | 29 (−2)   | 30 (−1)   | 35 (2)    | 41 (5)    | 48 (9)    | 54 (12)   | 59 (15)    | 58 (14)    | 50 (10)    | 40 (4)    | 34 (1)    | 28 (−2)   | 42 (6)    |
| 历史最低温 °F（°C） | −21 (−29) | −22 (−30) | 11 (−12)  | 23 (−5)   | 30 (−1)   | 38 (3)    | 41 (5)     | 39 (4)     | 31 (−1)    | 13 (−11)  | −6 (−21)  | −10 (−23) | −22 (−30) |
| 平均降水量 （mm）   | 1.01 (26) | 0.80 (20) | 0.69 (18) | 0.60 (15) | 0.65 (17) | 0.50 (13) | 0.25 (6.4) | 0.16 (4.1) | 0.31 (7.9) | 0.54 (14) | 1.02 (26) | 1.12 (28) | 7.6 (190) |
| 来源：Weather.com   |           |           |           |           |           |           |            |            |            |           |           |           |           |

### 人口
| 调查年     | 人口   | 备注 | %±       |
| ---------- | ------ | ---- | -------- |
| 1910       | 350    |      | —        |
| 1920       | 279    |      | −20.3%   |
| 1930       | 208    |      | −25.4%   |
| 1940       | 247    |      | 18.8%    |
| 1950       | 21,809 |      | 8,729.6% |
| 1960       | 23,548 |      | 8.0%     |
| 1970       | 26,290 |      | 11.6%    |
| 1980       | 33,578 |      | 27.7%    |
| 1990       | 32,315 |      | −3.8%    |
| 2000       | 38,708 |      | 19.8%    |
| 2008年估计 | 46,155 |      |          |
| 資料來源： |        |      |          |

根據2000年的人口普查，里奇蘭人口有38,708人，15,549戶以及10,682個家庭。人口密度為每平方公里1,111.8人（429.2人/平方公里）。房屋密度為472.7幢/平方英里（182.5幢/平方公里）。人口中有89.55%的白人、1.37%非裔、0.76%美國原住民，4.06%亞裔、0.11%太平洋島民、1.85%其他以及2.31%來自兩個或以上種族。西班牙裔及拉丁裔占了4.72%。

## 姊妹市
- 中華民國新竹市

## 資料來源
1. ↑  . American FactFinder. United States Census Bureau.   [25 August 2012]. （原始内容存档于2011-07-21）.
2. 1 2  . United States Census Bureau.   [2008-01-31].
3. ↑  . United States Geological Survey. 2007-10-25  [2008-01-31].
4. ↑  . U.S. Census Bureau.   [November 18,  2011]. （原始内容存档于2006-02-08）.
5. ↑  . ePodunk.   [2010-05-28]. （原始内容存档于2010-08-30）.
6. ↑  . United States Census Bureau. 2011-02-12  [2011-04-23].
7. ↑  Moffatt, Riley.  Population History of Western U.S. Cities & Towns, 1850-1990.  Lanham: Scarecrow, 1996, 331.
8. ↑  . United States Census Bureau, Population Division. 2009-03-18  [2009-05-10]. （原始内容 (CSV)存档于2009-03-31）.

- Richland, Celebrating Its Heritage; Barbara J. Kubik; City of Richland, Washington; 1994
- Nuclear Culture: Living & Working in the World's Largest Atomic Complex; Paul Loeb; New Society Publishers; 1986; ISBN 0-86571-088-0
- Federal City Revisited: Atomic Energy and Community Identify in Richland, Washington; Christine F. Noonan; Thesis-Ball State University; 2000
- Hanford and the Bomb; S.L. Sanger, Living History Press; 1989; ISBN 0-9624867-0-1

## 其他連結
- （英文） 里奇蘭市政網 （页面存档备份，存于）
- （英文） 三城先驅報 （页面存档备份，存于）
- （英文） 大里奇蘭小聯盟網站 （页面存档备份，存于）
- （英文） 漢福德流域國家紀念區 （页面存档备份，存于）
- （英文） 漢福德銷密計劃相片集 （页面存档备份，存于）
- （英文） 里奇蘭校區 （页面存档备份，存于）